# Лютиброд
Лю̀тиброд е село в Северозападна България, община Мездра, област Враца.

## География
Село Лютиброд се намира на около 13 km юг-югоизточно от областния център Враца и около 8 km запад-югозападно от общинския център Мездра. Разположено е в западната част на Стара планина, в северната част на Искърския пролом, от двете страни на река Искър - откъм левия бряг в източните подножия на Врачанска планина, а откъм десния бряг в североизточните подножия и склонове на Ржана планина. Районът е карстов. Климатът е умереноконтинентален, почвите в землището са преобладаващо алувиално-ливадни и сиви горски. Надморската височина край Искър при пътния мост в селото е около 238 m и намалява на изток до около 234 m; на север от реката нараства до около 305 m, а на юг - до около 370 m.
През южната част на Лютиброд минава второкласният републикански път II-16, който на изток води до село Ребърково, прави връзка там с първокласния републикански път I-1 (част от Европейски път Е79), а на запад води през село Зверино и населени места нататък в Искърския пролом до връзка с първокласния републикански път I-8 (ГКПП Калотина – София – ГКПП Капитан Андреево - Капъкуле). Общински път на север свързва Лютиброд със село Челопек.
Лютиброд е железопътна спирка на минаващата през селото железопътна линия София – Горна Оряховица – Варна.
Землището на село Лютиброд граничи със землищата на: село Челопек на северозапад и север; село Моравица на север и североизток; село Ребърково на изток; село Лютидол на югоизток; село Рашково на юг; село Игнатица на югозапад; село Зверино на запад.
Населението на село Лютиброд, наброявало 1336 души при преброяването към 1934 г. и 1324 към 1956 г., намалява до 563 към 1992 г. и 269 (по текущата демографска статистика за населението) към 2020 г.
При преброяването на населението към 1 февруари 2011 г., от обща численост 355 лица, за 334 лица е посочена принадлежност към „българска“ етническа група, за 3 – към ромска и за останалите не е даден отговор.

## История
В землището на селото се е намирало изчезналото днес село Коритен, наричано и Коритенград. Някои автори идентифицират селището със споменатата от Прокопий Кесарийски крепост Балба. В местността Коритен са намерени останки на пет църкви от различни периоди – две късноантични, частично запазена църква от Х – XI век и още две от късното средновековие.
Едната късноантична църква е еднокорабна сграда от IV век с дължина 11,4 m, чиито останки са унищожени при строителни работи през 1970-те години. Другата е трикорабна, разположена на 10 m северно от първата постройка и функционира през V-VII век. Тя е строена върху по ранен езически храм, като в строежа ѝ са използвани елементи от него.
През 1915 г. полукуполът над централната апсида на старата църква все още е бил запазен, но по-късно е разрушен. В документи от 1479 г. е отбелязано, че село Коритена има 8 домакинства. След XV век село Коритен изчезва.
До 1878 г. Лютиброд е носило и турското наименование Гечидкьой (Бродно село) или Гечид кьосе. Името Лютиброд се обяснява с това, че реката ежегодно вземала жертви от преминаващите през брода и оттам: лют, опасен брод.
Начало на проучванията на историята на Лютиброд поставя през 1871 г. унгарският пътешественик и изследовател на българската история, култура и природа Феликс Каниц.
При преброяването към 1934 г. селото е записано с името Лют-брод (Гечид-кьосе). Според същия запис, в землището на село Лют-брод се намират: Черепишкият манастир „Успение Пресветой Богородици“, гара Черепиш и железопътна спирка Лютиброд.

## Население
Преброяване на населението през 2011 г.
Численост и дял на етническите групи според преброяването на населението през 2011 г.:
|                     | Численост | Дял (в %) |
| Общо                | 255       | 100,00    |
| Българи             | 251       | 98,43     |
| Турци               | 0         | 0,00      |
| Цигани              | 0         | 0,00      |
| Други               | 0         | 0,00      |
| Не се самоопределят | 0         | 0,00      |
| Неотговорили        | 4         | 1,56      |

## Обществени институции
- Кметство[11][12], пощенска станция[13], здравен пункт (в една сграда).
- Читалище „Колката“, създадено на 6 ноември 1925 г., под името „Пробуда“.[14][15]
- Сдружение „Историческа пробуда“.

## Културни и природни забележителности

### Средновековна църква „Свети Георги“
Средновековната църква край село Лютиброд се отнася към периода ХII-ХIV век. Носела е името „Свети Георги Победоносец“. През 1927 г. в брой 69 на Държавен вестник (ДВ) е обявена за народна старина, през 1965 г. в брой 90 на ДВ е обявена за архитектурно-строителен паметник на културата с национално значение и със списък от 14 декември 1971 г. е декларирана като художествен паметник на културата. Църквата е с правоъгълен план (11,30х9,15 m), с три полукръгли апсиди, без притвор. Вътрешността на църквата е била разчленена на три, с две двойки четвъртити стълбове. Вътре църквата е била богато изписана. Във вътрешността на църквата са открити пет средновековни гроба с накити. Предполага се, че гробовете са на ктитори, близки до феодалния владетел на средновековната крепост Коритен град, от която е част и тази каменна църква.

### Праисторическо, антично и средновековно селище с Ранно християнска базилика (IV век) Коритенград
Антична и средновековна крепост „Ритлите“/”Коритен град” се намира на 0,57 km северозападно по права линия от центъра на село Лютиброд. Между отвесно изправените скали на природния феномен „Ритлите“ и днес все още стоят основите на античните и средновековни жилища. На това място е бил разположен цял град, който е използвал за своя защита непристъпните скални образувания. Достъпът до този „град“ е много труден, тъй като за да се стигне до него е необходимо да се премине по стръмния наклон между „Ритлите“. В най-северната и най-висока част на Ритлите личат останки от крепостен зид, граден с ломени камъни, споени с бял хоросан, с дебелина около 2,80 m. Стената се проследява на приблизително 10 m. Вътре се очертават основи на сгради. По терена има фрагменти предимно от средновековни керамични съдове, характерни за периода ХІІ- ХІV век. Източната и западната стена на крепостта са самите „Ритли“. Дебелината им варира от три до седем метра, а дължината – между 200 и 400 m. От южната стена личат само основи. Между самите „Ритли“ могат да се видят останки от сгради, също градени от ломени камъни. Североизточно от крепостта „Ритлите“ се намира античният и средновековен Коритен град, който е заемал площ от около 4 ha.

### Други
- На левия бряг на Искър, на около 120 m западно от пътния мост, се намира скалният феномен Ритлите.
- На около 1,5 km югозападно от Лютиброд, край десния бряг на Искър, се намира Черепишкият манастир.
- На около километър западно от селото, северно от Искър, се намира историческият Рашов дол, където е лобното място на десет Ботеви четници с водач Георги Апостолов.
- В близост до Ритлите се намират останки от средновековното селище Коритенград.

## Редовни събития
- 3 юни — събор на селото.